# Flétrange
Flétrange (fràncic lorenès Flétringen) és un municipi francès situat al departament del Mosel·la i a la regió del Gran Est. L'any 2007 tenia 857 habitants.

## Demografia

### Població
El 2007 la població de fet de Flétrange era de 857 persones. Hi havia 331 famílies, de les quals 70 eren unipersonals (35 homes vivint sols i 35 dones vivint soles), 119 parelles sense fills, 127 parelles amb fills i 15 famílies monoparentals amb fills.
La població ha evolucionat segons el següent gràfic:
Habitants censats

### Habitatges
El 2007 hi havia 365 habitatges, 334 eren l'habitatge principal de la família, 1 era una segona residència i 29 estaven desocupats. 310 eren cases i 54 eren apartaments. Dels 334 habitatges principals, 268 estaven ocupats pels seus propietaris, 55 estaven llogats i ocupats pels llogaters i 12 estaven cedits a títol gratuït; 1 tenia una cambra, 12 en tenien dues, 35 en tenien tres, 60 en tenien quatre i 227 en tenien cinc o més. 280 habitatges disposaven pel capbaix d'una plaça de pàrquing. A 135 habitatges hi havia un automòbil i a 170 n'hi havia dos o més.

### Piràmide de població
La piràmide de població per edats i sexe el 2009 era:
| Homes | Edats   | Dones |
| ----- | ------- | ----- |
| 0     | 95 o +  | 0     |
| 0     | 90 a 94 | 0     |
| 0     | 85 a 89 | 0     |
| 4     | 80 a 84 | 4     |
| 20    | 75 a 79 | 4     |
| 0     | 70 a 74 | 20    |
| 16    | 65 a 69 | 28    |
| 12    | 60 a 64 | 8     |
| 0     | 55 a 59 | 4     |
| 32    | 50 a 54 | 16    |
| 32    | 45 a 49 | 44    |
| 68    | 40 a 44 | 44    |
| 16    | 35 a 39 | 32    |
| 12    | 30 a 34 | 16    |
| 24    | 25 a 29 | 16    |
| 20    | 20 a 24 | 28    |
| 32    | 15 a 19 | 28    |
| 32    | 10 a 14 | 48    |
| 20    | 5 a 9   | 16    |
| 12    | 0 a 4   | 12    |

## Economia
El 2007 la població en edat de treballar era de 599 persones, 417 eren actives i 182 eren inactives. De les 417 persones actives 379 estaven ocupades (218 homes i 161 dones) i 38 estaven aturades (17 homes i 21 dones). De les 182 persones inactives 73 estaven jubilades, 44 estaven estudiant i 65 estaven classificades com a «altres inactius».

### Ingressos
El 2009 a Flétrange hi havia 346 unitats fiscals que integraven 905,5 persones, la mediana anual d'ingressos fiscals per persona era de 18.529 €.

### Activitats econòmiques
Dels 8 establiments que hi havia el 2007, 2 eren d'empreses de fabricació d'altres productes industrials, 1 d'una empresa de comerç i reparació d'automòbils, 1 d'una empresa de transport, 1 d'una empresa d'hostatgeria i restauració, 2 d'empreses de serveis i 1 d'una empresa classificada com a «altres activitats de serveis».
Dels 2 establiments de servei als particulars que hi havia el 2009, 1 era un paleta i 1 perruqueria.
L'únic establiment comercial que hi havia el 2009 era una joieria.
L'any 2000 a Flétrange hi havia 6 explotacions agrícoles.

## Poblacions més properes
El següent diagrama mostra les poblacions més properes.